# 自由基引发剂

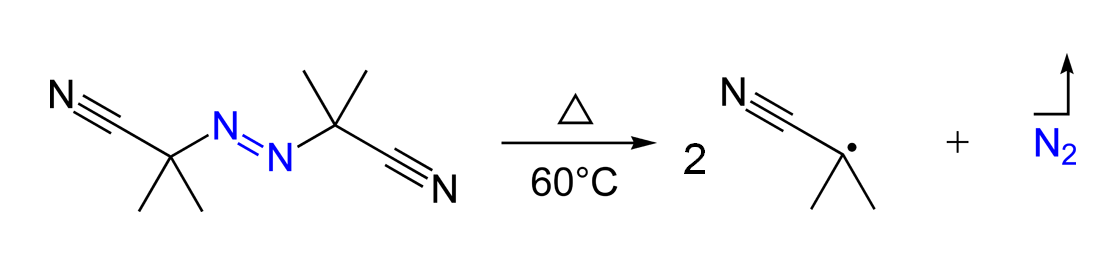
偶氮二异丁腈在60°C即可分解放出氮气并产生自由基

自由基引发剂（英語：Radical initiator）指能够在化学反应中较容易地产生自由基的一类物质。这类物质一般都有容易断裂（低键离解能）的共价键。常用的自由基引发剂包括卤素（氯和溴）、偶氮化合物、有机过氧化物等。它们一般用于引发各种自由基聚合及其他自由基反应。
自由基引发剂一般不稳定（尤其是偶氮化合物和有机过氧化物这两类），若没有妥善使用或存放容易发生爆炸。